# Prostitución en Hungría

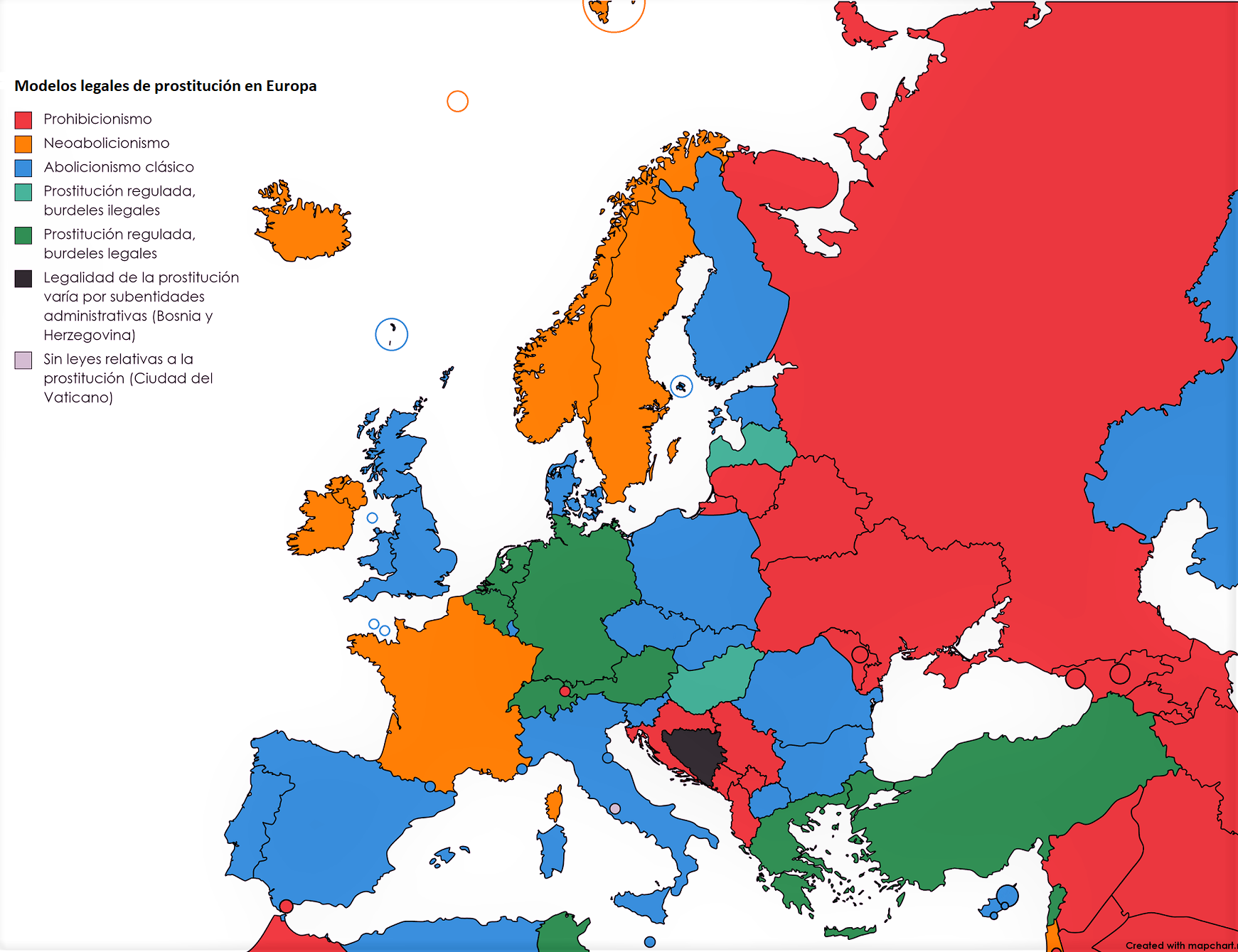
Prostitución en Europa. En verde aguamarina, el modelo regulacionista (prostitución regulada sin incluir burdeles ni proxenetismo) al que pertenece Hungría.

La prostitución en Hungría ha sido legalizada y regulada (sin incluir burdeles ni proxenetismo) por el gobierno desde 1999. Según la ley, las prostitutas son básicamente profesionales que se involucran en actividades sexuales a cambio de dinero. El gobierno permite esta actividad siempre que paguen impuestos y mantengan documentos legales.
En 2007, la autoridad fiscal de Hungría, APEH, estimó que la industria de la prostitución y la pornografía en Hungría generaba mil millones de dólares anuales. Se estima que, aproximadamente, 10.000 prostitutas trabajan en Hungría, de las cuales, según TAMPEP en un informe de 2009, el 25% serían inmigrantes.

## Situación actual
Hungría se ha esforzado por atraer a las prostitutas al marco del trabajo formal. Sin embargo, esto resulta difícil aún a día de hoy, entre otras razones, porque la mayoría de las prostitutas de Hungría no sabe que su trabajo está legalizado.
Según la ley, las autoridades locales tienen el poder de marcar zonas para la prostitución legal si existe una necesidad local profunda. La mayoría de las autoridades se han negado a designar estas zonas; para 2003, la única zona roja que había sido designada en el país, en Miskolc, fue eliminada tras una protesta pública. Estas zonas rojas legalmente deben estar, en todo caso, alejadas de escuelas o iglesias. Incitar al consumo de servicios sexuales en la vía pública solo está permitido dentro de estas zonas de tolerancia.
Las prostitutas deben tener al menos 18 años, poseer un "permiso de empresario" y pagar impuestos.
Administrar burdeles o proporcionar un lugar para la prostitución, promover la prostitución o vivir de las ganancias de la prostitución de otras personas es ilegal. Esta ley implica problemas para las prostitutas húngaras, como la imposibilidad de alquilar apartamentos declarándose a sí mismas como prostitutas (pues, legalmente, eso convertiría al dueño del apartamento en un proxeneta).
Deben realizar tres pruebas mensuales de ITS y VIH, y la policía puede inspeccionar sus certificados de salud.
Muchas mujeres húngaras emigran a otros países europeos para ejercer la prostitución, llegando a ser mayoritarias en calles enteras de ciudades como Ámsterdam o Bremerhaven.

## SZEXE
La Asociación de Defensa de los Trabajadores Sexuales (en húngaro, Szexmunkások Érdekvédelmi Egyesülete (SZEXE)), originalmente la Asociación Húngara de Protección de los Intereses de las Prostitutas, fue fundada en 2000 por un grupo de trabajadoras sexuales. Sirve como sindicato y organización de cabildeo para las prostitutas en Hungría.
La asociación también ofrece asesoramiento, controles de salud de rutina, asesoramiento legal y sirve como un programa de divulgación al que se alienta a las prostitutas a acudir cuando enfrentan dificultades. En 2003, la membresía se amplió a las prostitutas transgénero y a los prostitutos homo y bisexuales.
Debido a la regulación, que obliga a quienes se dedican a la prostitución a someterse a controles médicos periódicos, el sindicato proporciona estos servicios. La mayor parte de la atención se centra en el diagnóstico y tratamiento de infecciones de transmisión sexual (ITS) como la clamidiasis, la hepatitis B, el VIH, la sífilis y la gonorrea.